# خدمات آمبولانس خانه آزادی
خدمات آمبولانس خانه آزادی (Freedom House Ambulance Service)، اولین مرکز خدمات فوریت‌های پزشکی در ایالات متحده بود که کارمندان آن بهیاران بوده و فراتر از کمک‌های ابتدائی اولیه آموزش دیده بودند. این مرکز که در سال ۱۹۶۷ میلادی به منظور ارائه خدمات به منطقه عمدتاً سیاهپوست هیل در پیتسبورگ، پنسیلوانیا بیان‌گذاری شده و اکثریت کارمندان آن آفریقایی-آمریکایی بودند. خدمات آمبولانس خانه آزادی با آموزش پرسنل خود به معیارهای جدید مراقبت‌های اضطراری پزشکی برای بیماران در مسیر بیمارستان‌ها، زمینه جدید پزشکی ایجاد کرد. معیارهای آموزش امدادگری و طراحی آمبولانس که در خدمات آمبولانس خانه آزادی بدان پرداخته شد، معیار مراقبت‌های اضطراری در سطح ملی و حتی بین‌المللی را تعیین می‌کرد. با وجود موفقیت‌های‌ش، خدمات آمبولانس پس از آغاز به کار، هشت سال بسته شد.

## پس‌زمینه
قبل از اواسط دهه ۱۹۶۰، خدمات آمبولانس در ایالات متحده معمولاً توسط پلیس یا مراکز محلی تشییع جنازه فراهم می‌شد. چنین خدماتی حداکثر کمک‌های اولیه ابتدائی را فراهم کرده و سریعاً بیمار را به بیمارستان منتقل می‌کردند. در آمبولانس‌های پلیس، کارمندان آمبولانس معمولاً بیمار را پشت ون پلیس قرار داده و سریعاً به بیمارستان منتقل می‌کردند. دستگاه پزشکی ایالات متحده هنوز پیشرفت‌هایی مراقبت‌های اضطراری را در طبابت میدان جنگ به کار نگرفته بود. زندگی در حومه‌های شهر در ایالات متحده پس از جنگ جهانی دوم منجر به تصادفات و جراحت‌هایی می‌شد که بیشتر دور از بیمارستان بودند، که نبود مراقبت‌های پزشکی در مسیر راه بیمارستان‌ها را تشدید می‌کرد.
در سال ۱۹۶۶ میلادی، آکادمی ملی علوم یک مقاله سفید را با عنوان «مرگ و معلولیت تصادفی: بیماری نادیده گرفته شده جامعه مدرن» منتشر کرد. این مقاله بیان کرد که تا ۵۰۰۰۰ مرگ در هر سال در نتیجه ناکافی بودن کارمندان آمبولانس و نبود بیمارستان‌های مناسب در نزدیکی اتفاق می‌افتد و خواستار توجه به نیاز به بهبود مراقبت‌های قبل از بیمارستان گردید. شدت وضعیت در پیتسبورگ زمانی توجهات را به خود جلب کرد که فرماندار سابق پنسیلوانیا و شهردار سابق پیتسبورگ، دیوید ال لارنس، دچار حمله قلبی شده و توسط پلیس به بیمارستان محلی منتقل گردید. لارنس هنگام ورود به بیمارستان هیچ فعالیت مغزی نداشت و پس از برداشتن خدمات پشتیبانی، جان خود را از دست داد، مرگی که از نظر پزشک معالج او «پیتر سافار»، می‌توانست با مراقبت‌های کافی قبل از بیمارستان جلوگیری شود.
در پیتسبورگ، پلیس شهر خدمات آمبولانس را در داخل شهر انجام می‌داد و بیماران را از طریق واسطه پلیس حمل می‌کرد در حالی که مراکز محلی تشییع جنازه و خدمات آمبولانس را در حومه شهر ارائه می‌کردند. زمان انتظار برای خدمات در محله‌های عمدتاً سیاهپوست، به‌ویژه در منطقه هیل که از نظر اقتصادی در وضعیت خوبی قرار نداشت، اغلب طولانی‌تر بود. علاوه بر این، تنش بین پلیس و جامعه باعث شد بسیاری تمایلی نداشته باشند با پلیس تماس بگیرند.

## راه اندازی
این برنامه بودجه اولیه خود را از مبارزه علیه فقر لیندون جانسون و صندوق موریس فالک دریافت کرد. صندوق فالک توسط فیل هالن، راننده سابق آمبولانس، که به دنبال بهبود پاسخ به حالات اضطرار پزشکی و همچنین ایجاد فرصت‌های شغلی برای مردان آفریقایی-آمریکایی در پیتسبورگ بود، اداره می‌شد.
سافار، با شنیدن این‌که هالن در حال کار برای بهبود خدمات آمبولانس در پیتسبورگ است، با او تماس گرفت. دختر سافار پس از انتقال به بیمارستان در نبود مراقبت در مسیر، بر اثر حمله نفس‌تنگی (asthma) جان باخت، او قبلاً در مراقبت‌های اضطراری قبل از بیمارستان از جمله توسعه احیای قلبی ریوی (CPR) و ترویج استفاده از آن توسط افراد غیرعادی کار کرده بود. او ایده‌های خود را در مورد چگونگی ارایه معیار جدیدی از مراقبت توسط خدمات آمبولانس جدید ارائه کرد. ایده‌های او شامل آموزش شدید امدادگران و بهبود طراحی آمبولانس بود.
هالن با شرکت‌های خانه آزادی به تماس شده و از آن‌ها خواست تا در استخدام امدادگران برای خدمات جدید آمبولانس کمک کنند. در آن زمان، شرکت‌های خانه آزادی روی پروژه‌های حقوق مدنی از جمله ثبت نام رای‌دهنده‌گان و سازمان‌دهی جلسات NAACP و همچنین ارائه آموزش‌های شغلی و کمک در جست‌جوی کار به سیاهپوستان پیتسبورگ کار می‌کرد. خانه آزادی با همکاری در برنامه آمبولانس موافقت کرد.

## استخدام و آموزش
اولین گروه از استخدام‌کنندگان خدمات آمبولانس خانه آزادی متشکل از ۲۵ مرد بودند، که از منطقه هیل، محلهٔ کم درآمد و عمدتاً سیاهپوست، استخدام شدند. در آن زمان، رسانه‌های محلی از ساکنان این محله به عنوان «غیرقابل استخدام» یاد می‌کردند و افراد استخدام شدگان شامل مردانی بودند، که از بیکاری طولانی مدت رنج می‌بردند. نیمی از استخدام شدگان از دبیرستان فارغ‌التحصیل نشده بودند. برخی دارای سوابق جرمی از جمله جنایات بودند. افراد استخدام شده شامل کهنه سربازان جنگ ویتنام نیز بودند.
دکتر پیتر سافار آموزش برای امدادگران را طراحی و اجرا کرد، یک دوره ۳۲ هفته‌ای‏ ۳۰۰ ساعته که شامل آناتومی، فیزیولوژی، CPR، کمک‌های اولیه پیشرفته، پرستاری و رانندگی تدافعی بود. به کسانی که دوره دبیرستان را تکمیل نکرده بودند، کمک می‌شد تا شهادت‌نامه معادل دبیرستان (GED) خود را دریافت کنند.
دکتر سافار با دکتر ران استوارت و پاول پاریس برای ایجاد یک چارت آموزشی کار کرد، که به‌زودی امدادگران را در سراسر جهان شکل دهد. دکتر سافار به زودی با نانسی کارولین، جوان و جاه طلب آشنا شد که در حین اتمام دوره طب خود بود. او قرار به سافار، استوارت و پاریس در تدوین نصاب درسی جدید برای امدادگران خانه آزادی کمک کند. استوارت و پاریس همچنین در حال تلاش برای ایجاد مکانی بودند که مردم منطقه پیتسبورگ بتوانند برای تحصیل در رشته فوریت‌های پزشکی بیایند.

## عملکرد و میراث
برنامه خدمات آمبولانس خانه آزادی در سال ۱۹۶۷ میلادی آغاز شده و در سال ۱۹۶۸ به‌صورت رسمی کار خود را با دو آمبولانس آغاز کرد.
امدادگران خانه آزادی پیش از این‌که آمبولانس‌های خودشان را دریافت کنند، برای کمک به افراد مجروح در جریان شورش‌های ترور پادشاه در سال ۱۹۶۸ میلادی، همراه با پلیس در آمبولانس مصروف خدمت بودند. شهر با خدمات آمبولانس خانه آزادی برای رسیدگی به حمل و نقل اضطراری در مرکز شهر و برخی از محله‌های عمدتاً سیاهپوست قرارداد بست.
آن‌ها به دلیل معیارهای بالای مراقبتی که ارائه می‌کردند، معروف شدند و اغلب توسط تماس گیرندگان از پلیس درخواست می‌شدند. خدمات آمبولانس خانه آزادی در سال اول تقریباً به ۵۸۰۰ نفر پاسخ داده و بیش از ۴۶۰۰ بیمار را عمدتاً در محله‌های آفریقایی-آمریکایی در پیتسبورگ انتقال دادند. براساس داده‌های جمع‌آوری شده توسط دکتر سافار، امدادگران در اولین سال عملیات خود جان ۲۰۰ نفر را نجات دادند. در جاهایی که خدمات آهسته پلیس به محله‌های سیاهپوست، محل تنش بود، امدادگران خانه آزادی در بیشتر محله‌ها زمان واکنشی کم‌تر از ده دقیقه داشتند.
در سال ۱۹۷۵ میلادی، دکتر نانسی کارولین توسط دکتر سافار به عنوان مدیر پزشکی خانه آزادی استخدام شد. او آموزش مداومی را برای امدادگران در زمینه‌های بی‌سابقه‌ای مانند لوله‌گذاری، مراقبت‌های قلبی و تزریق داخل وریدی (I.V) ترتیب داد. آموزشی که دکتر کارولین ارائه کرد، مبنایی برای اولین نصاب درسی امدادگران شد، که توسط کارولین نوشته شده و در سال ۱۹۷۵ میلادی توسط دولت فدرال پذیرفته شد. داده‌ها و مطالعات انجام شده توسط کارولین، شیوه‌های EMS را برای ستاره داوود سرخ (MDA) شکل داد.